# Galeola nudifolia
Galeola nudifolia es una especie de orquídea de hábitos terrestres. Son plantas saprofitas que viven en estrecha simbiosis con hongos micorrizas.  Es la especie tipo del género Galeola.

## Descripción
Es una orquídea de hábitos terrestres con un tamaño gigante,  no tiene clorofila u hojas. Sus tallos están muy ramificados, y buscan apoyo para sus ramas en los arbustos. Su inflorescencia es de color rojizo, con pequeñas flores pubescentes. Son plantas que viven en estrecha simbiosis con hongos micorrizas. Durante la mayor parte del año su sistema de raíces sigue siendo inactivo y no es apta para el cultivo doméstico.

## Distribución
Se distribuye por  toda Asia tropical en Himalaya, Bután, Birmania, Malasia, Tailandia, Camboya, Laos, China, Taiwán, Vietnam, Borneo, Java, las Molucas, Filipinas, Célebes, Sumatra y Papúa Nueva Guinea en alturas desde el nivel del mar de hasta 2200 metros, donde se encuentra en la sombra, los bancos rocosos, arroyos húmedos o en el suelo humedecido por nieblas y salpicaduras a lo largo de los cursos de agua.

## Taxonomía
Galeola nudifolia fue descrita por João de Loureiro y publicado en Flora Cochinchinensis 2: 521, en el año 1790.
Sinonimia
- Cranichis nudifolia (Lour.) Pers.
- Epidendrum galeola Raeusch.
- Erythrorchis kuhlii Rchb.f.
- Galeola hydra Rchb.f.
- Galeola kuhlii (Rchb.f.) Rchb.f.
- Galeola pterosperma (Lindl.) Schltr.
- Galeola torana J.J.Sm.
- Vanilla pterosperma Wall. ex Lindl.
- Vanilla rubiginosa Griff.[4]